# گلوجه (بخش مرکزی خلخال)
گلوجه یک روستا در ایران است که در بخش مرکزی شهرستان خلخال در استان اردبیل واقع شده‌است. گلوجه ۲۲۵ نفر جمعیت دارد.
این روستا یکی از قدیمی ترین روستاهای خلخال است ارتفاع از سطح دریای روستا 1900 متر است. زبان مردم روستا ترکی آذری میباشد این روستا در حدود 60 خانوار میباشد
از بهترین سوغات این روستا میتوان به نان روغنی سنتی، لبنیات بویژه پنیر خوب این روستا، گیاهان دارویی و ... اشاره کرد
این روستا در منطقه ای کوهستانی واقع شده و آب و هوایی سرد و خنک دارد 